# Jayaraga
Jayaraga is een bestuurslaag in het regentschap Garut van de provincie West-Java, Indonesië. Jayaraga telt 12.880 inwoners (volkstelling 2010).